# 维拉普罗皮休
维拉普罗皮休是巴西戈亚斯州的一个市镇。总面积2181.575平方公里，总人口5001人，人口密度2.3人/平方公里。